# Nada Mezni Hafaiedh
Nada Mezni Hafaiedh (Arabia Saudita, 6 de mayo de 1984) es un directora de cine tunecina. Nacida en 1984 en Arabia Saudita, desde muy pequeña bebió de diferentes culturas debido a que sus padres eran diplomáticos. Arabia Saudita, EE. UU., Francia y Canadá son las fuentes de las que bebe su pasión por el cine. 

## Trayectoria
Con solo diez años ya tenía clara su vocación y solía producir películas caseras y videoclips usando a sus amigos y familiares como actores. Años más tarde se mudó a Montreal para terminar sus estudios de administración de empresas en la Universidad de McGillpero pronto cambiaría su plan de estudios para seguir su pasión por el cine y se graduó en la Escuela de Cine Mel Hoppenheim, donde dirigió varios cortometrajes que la comunidad canadiense apreció rápidamente.
Nada Mezni Hafaiedh es conocida por derribar tabús y abordar en su filmografía temas relacionados con la libertad. En cuanto a su estilo, es muy característico el realismo que consigue gracias a la espontaneidad a la hora de filmar. 
En su regreso a su país de origen en 2009, creó la productora Leyth Production (enlace roto disponible en Internet Archive; véase el historial, la primera versión y la última)., con la que filmó su primer largometraje, Histoires Tunisiennes (Historias tunecinas) en 2011, un mapa de la sociedad tunecina y que ha sido la primera película estrenada después de la revolución.  
Esta película, cuyo estreno internacional fue en el festival de cine africano de Luxor, recibió varios premios y tuvo tal acogida que en 2015  escribió y dirigió una adaptación para el canal privado de televisión tunecino El Hiwar El Tounsi.  
También dirigió Upon the Shadow (Au-delà de l'ombre) un documental que expresa lo difícil que es crecer y proteger su libertad sexual en una sociedad homófoba en la que las relaciones LGTB son tabú.